# عملية تغذية الحيوان المركزة

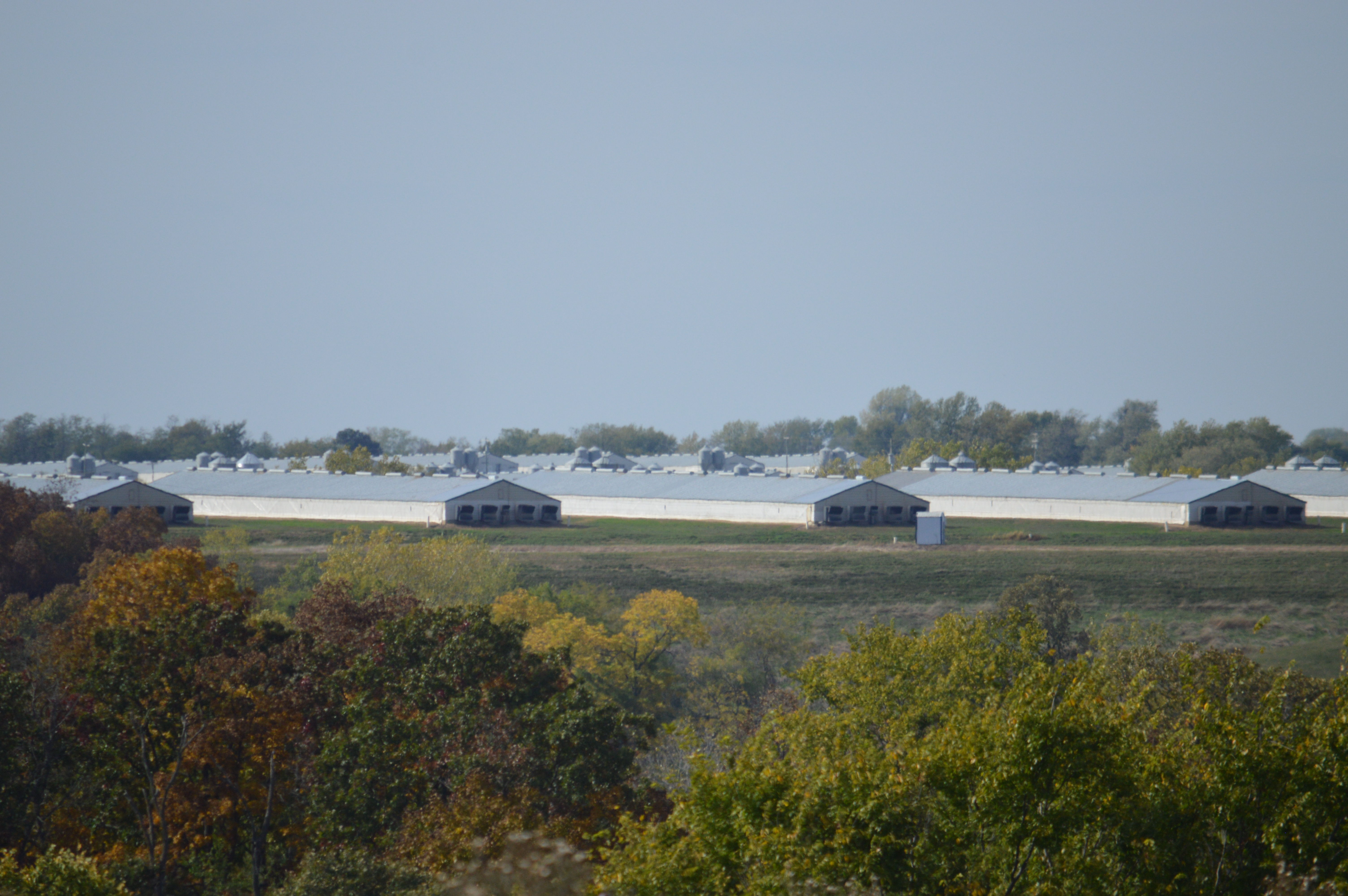

عملية تغذية الحيوان المركزة (بالإنجليزية: concentrated animal feeding operation)‏ تُعرَّف في تربية الحيوان وفقًا لقسم الزراعة في الولايات المتحدة (USDA) بأنها عملية تغذية مكثفة للحيوان تُحتجز فيها أكثر من 1000 وحدة حيوانية لأكثر من 45 يومًا في السنة. تعاد الوحدة الحيوانية 1000 رطل (453.6 كيلوغرام) من وزن الحيوانات الحي. تساوي 1000 وحدة حيوانية 1000 رأس من الأبقار، أو 700 بقرة تُستخدَم لأغراض إنتاج الحليب، أو 2500 خنزير يزن أكثر من 55 رطل (25 كيلوغرام)، أو 125,000 فروج، أو 82,000 دجاجة بياضة أو بعمر يقارب السنة.
تخضع عمليات تغذية الحيوان المركزة لقوانين تقيد كمية النفايات التي يمكن نشرها وتحدد نوعية المواد التي ستُنتج. حتى عام 2016، كان هنالك ما يقارب 212,000 عملية تغذية مكثفة في الولايات المتحدة، 19,496 منها كانت عمليات تغذية حيوان مركزة.
لا يوجد حد فاصل واضح بين «المزارع العائلية» (المزارع الصغيرة) ومزارع عمليات تغذية الحيوان المركزة. العديد من المزارع التي تُنظم بصفتها خاضعة لعمليات تغذية الحيوان المركزة تملكها وتُشغلها العائلات. يبلغ متوسط حجم مزرعة إنتاج الحليب في نيويورك 149 بقرة وهذا يعني أن غالبية مزارع نيويورك ليست مزارع تغذية مركزة.
تسيطر عمليات تغذية الحيوان المركزة بشكل متزايد على الإنتاج الحيواني في الولايات المتحدة وأجزاء أخرى من العالم. تُربَّى غالبية الدواجن في عمليات تغذية مركزة بدءًا من خمسينيات القرن الماضي، ومعظم أبقار اللحم والخنازير منذ سبعينيات وثمانينيات القرن الماضي. سيطرت تغذية الحيوان المركزة على الإنتاج الحيواني وتربية الدواجن في الولايات المتحدة منذ منتصف العقد الأول في القرن الواحد والعشرين، ويزداد نطاق حصتها في السوق باطراد. في عام 1966، تطلب احتواء 57 مليون خنزير مليون مزرعة، ومع حلول عام 2001، تطلب احتواء العدد نفسه من الخنازير 80,000 مزرعة فقط.

## تعريف
يوجد ما يقارب 212,000 عملية تغذية مكثفة في الولايات المتحدة، 19,496 منها كانت عمليات تغذية حيوان مركزة. حددت وكالة حماية البيئة (EPA) ثلاث فئات من عمليات تغذية الحيوان المركزة، مرتبة بحسب السعة: كبيرة ومتوسطة وصغيرة. تختلف الوحدة الحيوانية لكل فئة تبعًا للنوع والسعة. على سبيل المثال، تستوعب عمليات تغذية الحيوان المركزة الكبيرة 1000 رأس أو أكثر من أبقار اللحم، ويمكن أن تستوعب المتوسطة منها 300-999 رأس من أبقار اللحم، ولا تتجاوز سعة عمليات تغذية الحيوان المركزة الصغيرة 300 رأس من أبقار اللحم.
يؤثر تصنيف عمليات تغذية الحيوان المركزة على ما إذا كانت المنشأة تخضع لأحكام قانون المياه النظيفة (CWA). وفقًا لقانون عام 2008 المعتمد من قبل وكالة حماية البيئة فإن: «عمليات تغذية الحيوان المركزة الكبيرة خاضعة بشكل تلقائي لقوانين وكالة حماية البيئة، ويجب أن تحقق عمليات تغذية الحيوان المركزة المتوسطة أيضًا واحدًا من معياري «طريقة التصريف» لكي تُعطى صفة عمليات تغذية مركزة، ويمكن أن تخضع عمليات تغذية الحيوان المركزة الصغيرة لقوانين وكالة حماية البيئة على أساس كل حالة على حدة». تُعيَّن عمليات تغذية الحيوان المركزة لأغراض قانون المياه النظيفة إذا كانت تُصرف الملوثات في مجاري الولايات المتحدة المائية عبر وسيلة توصيل من صنع الإنسان مثل طريق أو خندق أو أنبوب. في المقابل، قد تعيَّن عمليات تغذية الحيوان المركزة الصغيرة بأنها عمليات تغذية حيوان طبيعية بمجرد توثيق نظام إدارة فضلات الحيوانات الخاص بها في الموقع.
منذ اعتماد المصطلح لأول مرة، غيرت وكالة حماية البيئة تعريف عمليات تغذية الحيوان المركزة (والقوانين المطبقة) في عدة المناسبات. تستخدم المجموعات الخاصة والأفراد مصطلح عملية تغذية الحيوان المركزة بشكل عامي ليعني العديد من أنواع المنشآت الخاضعة للتنظيم وغير الخاضعة، داخل وخارج الولايات المتحدة على حد سواء. قد يختلف التعريف المستخدم في الحديث اليومي اختلافًا كبيرًا عن التعريف القانوني لقانون المياه النظيفة.

## قضايا رئيسية

### التأثيرات البيئية
ركزت وكالة حماية البيئة على تنظيم عمليات تغذية الحيوان المركزة لأنها تنتج ملايين الأطنان من الروث سنويًا. عندما إدارتها بشكل غير ملائم، يمكن أن يسبب الروث مخاطر كبيرة على البيئة والصحة العامة. طوَّر مشغلو عمليات تغذية الحيوان المركزة من أجل إدارة النفايات الخاصة بهم خططًا لمعالجة مياه الصرف الزراعي. النوع الأكثر شيوعًا من المنشآت المستخدمة في هذه الخطط هي البحيرة اللاهوائية، والتي ساهمت بشكل كبير في المشاكل البيئية والصحية التي تُعزى إلى عمليات تغذية الحيوان المركزة.

### نوعية المياه
تُشكل الكميات الكبيرة من فضلات الحيوانات الناجمة عن عمليات تغذية الحيوان المركزة خطرًا على نوعية المياه وعلى النظم البيئية المائية. وفقًا لوكالة حماية البيئة فإن الولايات التي توجد فيها عمليات تغذية حيوان مركزة بشكل كثيف تعاني من 20 إلى 30 مشكلة خطيرة من مشاكل سوء نوعية المياه سنويًا نتيجة مشاكل إدارة الروث.
تحتوي فضلات الحيوانات على عدد من الملوثات الضارة المحتملة. تتضمن الملوثات المرتبطة بفضلات عمليات تغذية الحيوان المركزة وفقًا لوكالة حماية البيئة بشكل رئيسي:
1. العناصر الغذائية مثل النيتروجين والفوسفور
2. المادة العضوية
3. المواد الصلبة، بما في ذلك الروث بحد ذاته والعناصر الأخرى المختلطة معه مثل الأعلاف المنسكبة، فرشات الأرضية والقمامة، الشعر، الريش وجثث الحيوانات
4. الممرضات (الكائنات المسببة للأمراض مثل البكتريا والفيروسات)
5. الأملاح
6. العناصر النادرة مثل الزرنيخ
7. مركبات ذات رائحة أو متطايرة مثل غاز ثاني أوكسيد الكربون والميثان وكبريت الهيدرجين والنشادر
8. المضادات الحيوية
9. المبيدات الحشرية والهرمونات[15]

المركبات الرئيسية المساهمة في تلوث الماء الناتجة عن عمليات تغذية الحيوان المركزة هي مركبات النيتروجين المنحلة والفوسفور. يُعتبَر فرط العناصر المغذية في المسطحات المائية الناتج عن تلك الفضلات ضارًا بالحياة البرية ويؤثر على نوعية المياه بالنسبة للأنظمة البيئية المائية مثل الجداول والبحيرات والمحيطات.
يمكن أن تؤثر ملوثات المياه الناتجة عن عمليات تغذية الحيوان المركزة على كل من المياه الجوفية والسطحية إذا تلوث أحدها، بسبب الارتباط الوثيق بينهما. قد تلوث فضلات عمليات تغذية الحيوان المركزة المياه السطحية من خلال الجريان السطحي للعناصر الغذائية والمواد العضوية والممرضات من الحقول والمخازن. يمكن أن تنتقل الفضلات إلى المياه الجوفية من خلال تسرب الملوثات. يمكن أن تقلل بعض تصاميم المنشآت مثل البحيرات من خطر تلوث المياه الجوفية، ولكن قد تبقى الأحياء الدقيقة الممرضة في فضلات الحيوانات قادرة على تلويث المياه السطحية والجوفية، مسببة تأثيرات ضارة على الحياة البرية وصحة الإنسان.
إحدى عمليات تغذية الحيوان المركزة مسؤولة عن واحد من أكبر حوادث التسرب البيئية في تاريخ الولايات المتحدة. في عام 1995، تصدعت بحيرة مساحتها 11,000 في كارولاينا الشمالية. تحوي كارولاينا الشمالية جزءًا كبيرًا من عمليات تربية الخنازير الصناعية في الولايات المتحدة والتي تؤثر بشكل غير متكافئ على السكان السود واللاتينيين والهنود الأمريكيين. أطلق التسرب 25,8 مليون غالون أمريكي (98,000 متر مكعب) من الفضلات في نهر «نيو ريفر» وأدى ذلك إلى قتل 10 ملايين سمكة في المسطحات المائية المحلية. ساهم التسرب في حدوث تفشي وحيد الخلية (Pfiesteria piscicida) الذي تسبب بمشكلات صحية للبشر في المنطقة من ضمن ذلك تهيج الجلد ومشاكل معرفية قصيرة الأجل.